# Сенат Западной Виргинии
Сенат Западной Виргинии (англ. West Virginia Senate) — верхняя палата легислатуры штата Западная Виргиния. Сенат возглавляет Председатель Сената (с января 2021 года — Крейг Блэр). Сенаторы выбираются на 4 года от равнонаселённых районов штата, каждый район выбирает двух представителей. На 2015 год в Западной Виргинии 17 избирательных районов и 34 сенатора. Сенат, как и легислатура, был создан согласно параграфу VI Конституции Западной Виргинии после отделения штата от Виргинии в 1863 году во время Гражданской войны. Сенат заседает в капитолии штата Западная Виргиния в Чарлстоне.

## Организация
Сенат — верхняя палата легислатуры штата. Каждый сенатор избирается на 4 года. Сроки сенаторов сдвинуты таким образом, чтобы каждые два года от каждого округа сменялся один из сенаторов. Каждые два года меняется половина сената. Для выборов в Сенат, штат подразделяется на 17 районов, каждый из которых выбирает 2 сенаторов, причём, если район охватывает более 1 округа, то сенаторы должны быть из разных округов. Районы должны быть примерно одинаковыми по населению (таким образом после очередной переписи населения границы районов могут изменится). Сессии легислатуры начинаются во вторую среду января каждого года, исключая каждый четвёртый год, в который сессии начинаются на месяц позже, чтобы новый губернатор имел возможность подготовить бюджет штата.
Согласно конституции штата сенатор должен быть старше 25 лет, проживать в избирательном районе как минимум год до выборов и быть гражданином штата Западная Виргиния как минимум 5 лет. Сенат, также как Палата делегатов, может принимать резолюции и билли, включая бюджет штата. Однако только Сенат может подтверждать или отклонять решения губернатора. Сенат проводит судебное обвинение кандидату, выбранному Палатой делегатов для импичмента.
Главы Сената на 2015 год:
| Сенат                                 |  |               |
| Председатель Сената                   |  | Билл Коул     |
| Временный председатель                |  | Митч Кармайкл |
| Лидер большинства                     |  | Митч Кармайкл |
| Лидер меньшинства                     |  | Джефри Кислер |
| Парламентский организатор большинства |  | Дэн Холл      |
| Парламентский организатор меньшинства |  | Джон Ангер    |

### Председатель Сената
Председатель Сената первый, кто может занять вакансию губернатора штата. Наиболее долго председателем Сената был Эрл Рэй Томблин, который занимал эту позицию почти 17 лет. Он являлся одновременно председатель Сената и губернатором штата почти год, до тех пор пока не ушёл с поста председателя 13 ноября 2011 года. После выборов 2014 года председателем Сената является республиканец Билл Коул из округа Мерсер.

## История
Согласно первоначальной конституции Западной Виргинии 1863 года сенаторы выбирались на два года, но после вступления в силу конституции 1872 года срок был увеличен до 4 лет. В Сенат всегда избиралось по два кандидата от района. В момент создания в Сенат выбирались 18 сенаторов от 9 районов, В 1872 году количество районов выросло до 12 и соответственно изменилось и количество сенаторов до 24. К 1903 году существовало 15 районов и 30 сенаторов, что не изменилось до 1939 года, когда количество представителей выросло до 32. Последнее изменение в размере сената произошло в 1964 году, когда законодатели решили создать 17-й район в округе Канова, и количество сенаторов увеличилось до 34.
Сенат Западной Виргинии только один раз проводил слушание по поводу импичмента в 1876 году (для смещения казначея штата). Два других претендента (в 1926 и 1989 годах) ушли в отставку перед процессом.
Председатель Сената является преемником губернаторской должности, в случае досрочной отставки губернатора. Дэниел Фарнсвэрт, второй губернатор штата Западная Виргиния, исполнял обязанности одну неделю в 1869 году, после того как его предшественник, Артур Борман, стал сенатором США. В 2010 году председатель Сената Эрл Рэй Томблин стал действительным губернатором, после того как Джо Мэнчин стал Сенатором США. Томблин был переизбран в 2012 году.

### Партийное большинство
Дважды за свою историю существования количество сенаторов от демократической и республиканской партии совпадало (в 1910 и 1912 годах). Это привело к застою 1911 года, когда выборы в Сенат США проходили в Сенате. В тот год демократы контролировали Палату делегатов, однако губернатором штата был республиканец. В попытке не допустить назначения двух сенаторов-демократов, республиканцы решили не участвовать в кворуме. В этом случае выбор предоставлялся губернатору. Две партии пришли к компромиссу, по которому в Сенат США были выбраны два демократа, однако Президентом Сената Западной Виргинии стал республиканец.
После выборов 2012 года республиканцами являлись всего 9 сенаторов, 25 остальных были демократами. В 2014 году ситуация сильно поменялась: было выбрано 18 республиканцев и 16 демократов.
| Количество сенаторов-республиканцев |
| ----------------------------------- |
|                                     |

| Количество сенаторов-демократов |
| ------------------------------- |
|                                 |